# Fé bahá'í e língua
Uma língua auxiliar é um princípio adotado pela Fé Bahá'í para que, com o objetivo de estabelecer relações mais estreitas entre os povos e as nações do mundo, capacite o concretização da unidade mundial. Ao ser adotada uma língua, todas as pessoas do mundo devem aprender a nova língua, por ser auxiliar, a língua nativa não é excluída.

## Propósito
O ensinamento principal da Fé Bahá'í é a Unidade da Humanidade, e Bahá'u'lláh chamou para a adoção de uma língua auxiliar universal como um dos meios para promover a unidade. Os escritos Bahá'ís indicam que a falta de uma comunicação entre povos de línguas diferentes pode diminuir os esforços para a paz do mundo devido aos mal-entendidos no idioma, e que adotar uma língua auxiliar internacional ajudaria a reduzir o número de mal-entendidos, e facilitaria a transição para uma sociedade global.
O uso de uma língua auxiliar internacional especificada por Bahá'u'lláh não é um mandato para a uniformidade cultural, sendo que os ensinamentos Bahá'ís valorizam e promovem a diversidade cultural. De preferência, cada território manteria sua própria língua materna, assim protegendo sua identidade cultural, e aprenderia em adição uma língua auxiliar internacional.